# Herdenkingsmonument Beneden Vrijlegem

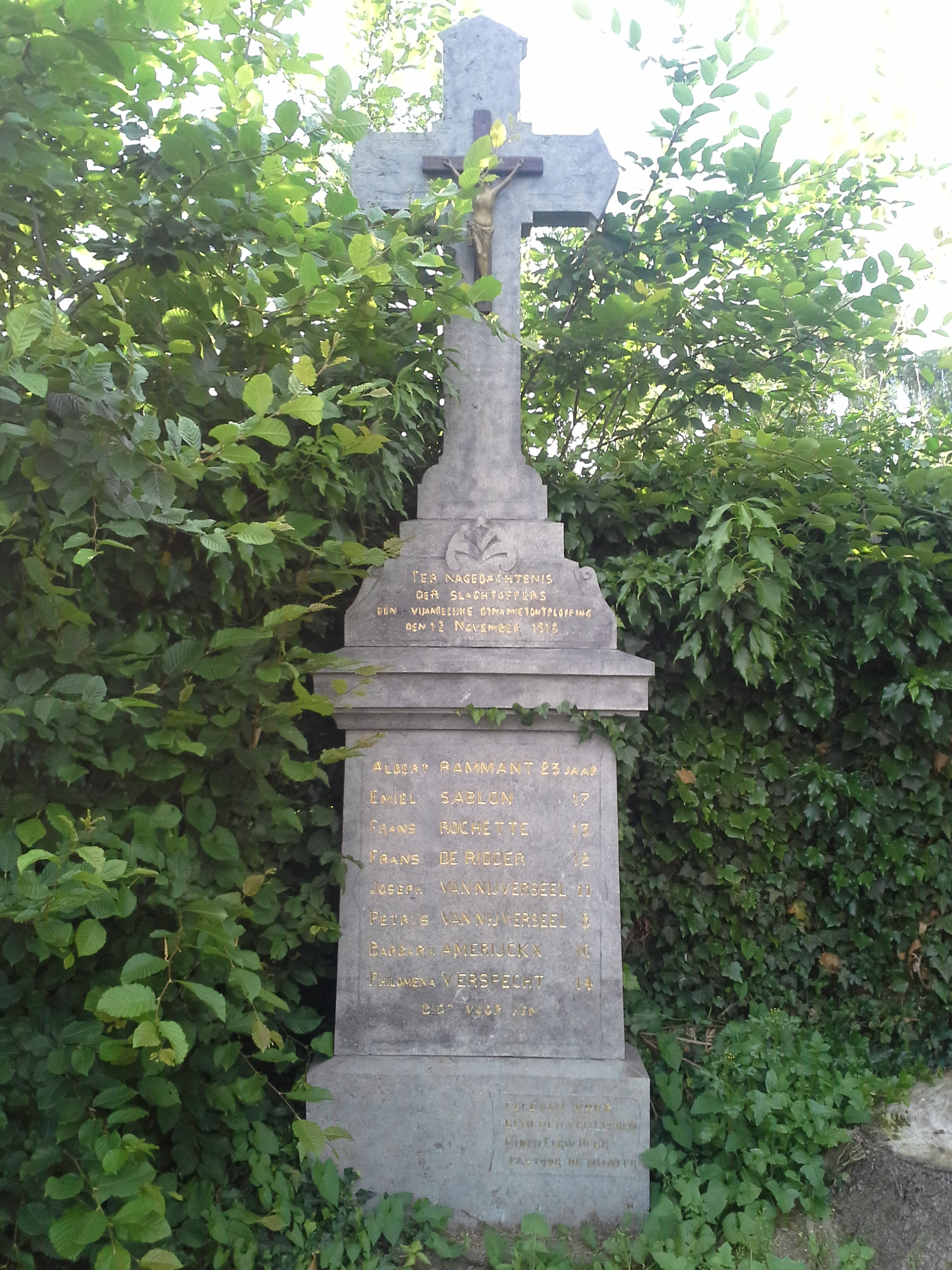
Gedenkteken Beneden Vrijlegem

Het Herdenkingsmonument Beneden Vrijlegem is een herdenkingsmonument in de tot de Vlaams-Brabantse gemeente Asse behorende plaats Mollem, gelegen aan Beneden Vrijlegem.
Dit monument werd opgericht om zeven kinderen en een jongvolwassene te herdenken die op 12 november 1918 (een dag na het einde van de Eerste Wereldoorlog) verongelukt zijn bij de ontploffing van een gasgranaat. Vijf van hen stierven ter plaatse, de drie andere overleden kort daarop. Tevens waren vijf Duitse soldaten op slag dood. Nog tien andere soldaten stierven later aan verstikking.
Het monument werd waarschijnlijk gesigneerd door Theodore Hendrickx en geschonken door de bewoners van Beneden Vrijlegem en pastoor De Munter. In 2008 werd het monument gerenoveerd.
| Gedenkteken Beneden Vrijlegem |
| --- |
| Ter nagedachtenis der slachtoffers eener vijandelijke dynamietontploffing den 12 November 1918 Albert RAMMANT 23 jaar Emiel SABLON 17 Frans ROCHETTE 13 Frans DE RIDDER 12 Joseph VAN NIJVERSEEL 11 Petrus VAN NIJVERSEEL 8 Barbara AMERIJCKX 16 Philomena VERSPECHT 14 Bidt voor hen Gegeven door Beneden Vrijleghem en den Eerw. Heer Pastoor DE MUNTER |